# Ricardo Tamura
Ricardo Tamura ist ein brasilianischer Tenor.

## Kindheit und Ausbildung
Ricardo Tamura wurde in São Paulo geboren, wo er auch aufwuchs. Nach dem Abitur, das er aufgrund seiner Hochbegabung bereits im Alter von 15 Jahren machte, absolvierte er ein Doppelstudium der Geologie und Physik in São Paulo. Im Alter von 20 Jahren schloss er sein Studium ab und lehrte in São Paulo als Dozent für Geologie an der Universität sowie als Computerwissenschafts- und Schachlehrer am Gymnasium Colégio Bandeirantes. Zudem absolvierte er ein weiteres Studium der Geophysik. Nebenbei nahm er Gesangsunterricht. Auf Empfehlung der Opernsängerin Licia Albanese erhielt Tamura ein Stipendium der New Yorker Juilliard School of Music, wo er Gesang studierte. Es folgten weitere Studien an der Accademia Musicale Chigiana in Siena und der Accademia Verdiana in Busseto. Seine Gesangsausbildung absolvierte er u. a. bei Marlena Maras, Carlo Bergonzi, Bernhard Lang und Licia Albanese.

## Karriere
Sein Debüt gab Tamura als Mitglied des Internationalen Opernstudios am Opernhaus Zürich. Seitdem lebt er in Europa und gastiert regelmäßig u. a. an der Staatsoper Hannover, der Deutschen Oper am Rhein, dem Staatstheater Nürnberg, dem Staatstheater Kassel sowie der Wiener Volksoper. Konzerte führten ihn u. a. in den Herkulessaal in München an die Kölner Philharmonie und nach Japan, wo er mit dem Nagoya Philharmonic Orchestra auftrat. Weiterhin gab er Konzerte in Taiwan und Israel. Im Sommer 2008 trat er vor 60.000 Menschen beim Klassik-Open Air im Luitpoldhain in Nürnberg auf. Sein Konzertrepertoire reicht von Händels Messias über Joseph Haydns Harmoniemesse und Giuseppe Verdis sowie Dvořáks Requiem bis hin zu Carl Orffs Carmina Burana und Bacalovs Misa Tango. Tamura arbeitete u. a. mit Dirigenten wie Marco Armiliato, Chen Zimbalista, Riccardo Frizza, Fabio Luisi, Daniel Oren, Pier-Giorgio Morandi Lothar Koenigs, James Levine und Placido Domingo zusammen.
International ist Ricardo Tamura als Radamès (Aida) u. a. bereits in der Arena di Verona zu hören gewesen, als Bacchus (Ariadne auf Naxos) hat er an der Welsh National Opera Cardiff gastiert, als Erik (Der fliegende Holländer) beim Festival de Opera de Belém in Brasilien und als Calaf (Turandot) an der Wichita Grand Opera. Sein Debüt an der New Yorker Metropolitan Opera gab er im Dezember 2013 als Cavaradossi (Tosca), wo er in den folgenden Jahren als Turiddu (Cavalleria Rusticana), als Don Carlo in Verdis gleichnamiger Oper und als Gustavo (Ein Maskenball) zu hören war. Tamura ist der erste brasilianische Tenor, der an der Metropolitan Opera eine Hauptrolle besetzte.
Wegen einer Hirnblutung im Herbst 2017 musste der Sänger pausieren. Nach einer zehnwöchigen Reha stand er wieder auf der Bühne. Seither sang er wieder zahlreiche Opern aus seinem Repertoire, u. a. Manaon Lescaut, Carmen und Tosca. 2019 kam eine weitere Rolle zu seinem Repertoire hinzu: die des Rienzi aus Richard Wagners gleichnamiger Oper. Zurzeit lebt der Sänger in Nürnberg.

## Diskographie
- H.W. Henze: Das Wundertheater (als Chanfalla), erschienen 2006, ARS Produktion
- P. Illanes-Tatsuoka: Entre Jupiter Y Marte, erschienen 2017, Pamela Illanes-Tatsuoka

## Auszeichnungen
- "Künstler der Spielzeit 2000/01", Theaterverein Osnabrück, 2001
- Role Preparation Grant, The Sullivan Awards, N. York, 08/1997, 07/1996, 07/1994, 11/1992
- Erster Preis: 5° Concurso Internacional de Canto Carlos Gomes (Grande Concurso do Centenário), Rio de Janeiro, 07/1996
- Finalist: 14th International Belvedere-Hans Gabor Vocal Competition, Vienna, 07/1995
- Zweiter Preis: The New Jersey State Opera Vocal Competition, New Jersey, 1995
- Erster Preis: 1st South American Vocal Competition, Barra Bonita, Brasilien, 08/1993
- Erster Preis: The Loren Zachary Society Voice Competition, Pasadena (CA), 05/1993
- Honorary Award: 3rd Enrico Caruso International Voice Competition, New Jersey, 09/1992
- Erster Preis: The Licia Albanese - Puccini Foundation Auditions, N. York, 1992